# Genuine Oil
Genuine Oil is smeerolie die in opdracht van een bepaald auto- of motorfietsmerk is ontwikkeld. 
Vooral in het Verre Oosten, waar de oliekwaliteit minder is dan in Europa, leveren de meeste merken hun eigen olie, bijvoorbeeld Honda Genuine Oil, Yamaha Genuine Oil.